# Augie Auer
August H. "Augie" Auer Jr (San Luis, Misuri; 10 de junio de 1940-Melbourne, Victoria; 10 de junio de 2007) fue un meteorólogo estadounidense-neozelandés.

## Biografía
Creció en St. Louis (Missouri), Auer, según todos, estaba fascinado por el tiempo. Después de una extraña tormenta invernal, que causó estragos en su ciudad natal, decidió convertirse en meteorólogo. La estudió en la Colorado State University, antes de conseguir un trabajo en la Universidad de Wyoming.
Durante 22 años, fue profesor de Ciencia de la Atmósfera en la Universidad de Wyoming. Se sigue utilizando, un método de uso de la tierra para clasificar tierras, como urbana o rural, basado en el trabajo que publicó en 1978, por la Agencia de Protección Ambiental de los Estados Unidos, y por la Agencia Nacional de Ambiente y Planificación de Jamaica. Su trabajo de investigación más frecuentemente citado, involucra cristales de hielo en las nubes.
En 1990, emigró a Nueva Zelanda, convirtiéndose, de 1990 a 1998, en jefe de meteorología de la Servicio Meteorológico de Nueva Zelanda Ltd. También presentó la previsión del tiempo, en TV3 Noticias, durante varios años, a menudo prefiriendo utilizar expresiones coloquiales en lugar de la jerga técnica. Auer fue citado con frecuencia en la prensa de Nueva Zelanda en temas meteorológicos y climáticos, y fue considerado, en Nueva Zelanda, como un "bien conocido y colorido meteorólogo".
En 2006, ayudó a fundar el New Zealand Climate Science Coalition, junto a Vincent R. Gray, para sostener las argumentaciones en contra de la conjetura del Calentamiento Global Antropogénico, haciendo que el líder del MetService, negara públicamente tales puntos de vista de su exjefe de Meteorología.
Tras la transferencia de ítems de la "Ciencia del clima" del entonces Servicio Meteorológico de Nueva Zelanda, al National Institute of Water and Atmospheric Research (acrónimo NIWA) en 1992, y Augie se convirtió en crítico de sus declaraciones, incluyendo las de antiguo socio Jim Salinger.
En una entrevista del 19 de mayo de 2007, con The Timaru Herald, Auer dijo que una combinación de la ciencia mal interpretada y equivocada, más el bombo de los medios, y un giro político habían creado la histeria actual, y que era hora de poner fin a la misma, y agregó:

Es el momento de atacar el mito del calentamiento global.

Según Auer:

El vapor de agua es responsable del 95 % del efecto invernadero, un efecto de vital importancia para mantener el mundo cálido. ... Si no tuviéramos tal efecto invernadero del planeta, sería en menos de 18 °C, y se tiene con el efecto invernadero en más del 15 °C, todo el tiempo. Los otros gases de efecto invernadero: dióxido de carbono, metano, dióxido de nitrógeno, y varios otros, incluyendo los CFC, contribuyeron sólo con el cinco por ciento del efecto; y el dióxido, que es con mucho el mayor contribuyente (pero solo con el 3,6 %). Sería como tratar de aumentar la temperatura de la tina de baño llena de agua con una gota de un gotero

El 10 de junio de 2007, Auer murió repentinamente mientras cenaba con la familia en Melbourne, celebrando su 35.º aniversario de bodas y su 67.º cumpleaños.